# 李四明
李四明（1962年12月—），云南泸水人。男，傈僳族。1985年7月参加工作，1993年2月加入中国共产党。云南民族学院民族语言文学系傈僳语专业毕业。
1980年7月，在云南民族学院民族语言文学系傈僳语专业学习，获文学学士学位。1985年7月，在云南省社会科学院文学所工作。1987年7月，参加中共云南省委讲师团怒江分团，在怒江州民委工作。1988年8月，在云南省社会科学院文学所工作。
1989年12月，任怒江傈傈族自治州民委文教科副科长、科长。1996年6月，任中共怒江州委办公室副主任。1998年9月，任怒江州交通局局长、党组书记。2000年7月，任中共福贡县委书记。2002年4月，任中共怒江州委秘书长、州直机关工委书记(兼)。2004年1月，任中共怒江州委常委、秘书长、州直机关工委书记(兼)。2004年10月，任中共怒江州委常委、兰坪县委书记。2006年2月，任怒江州第九届政协主席、党组书记。2008年6月，任中共怒江州委副书记，怒江州第九届政协主席、党组书记。2012年1月，任中共怒江州委副书记、州长。
2016年2月，任云南省民族宗教事务委员会主任。2020年11月，任云南省人大民族委员会副主任委员。
2013年，当选第十二届全国人民代表大会云南地区代表。